# Asarkina medjensis
Asarkina medjensis är en tvåvingeart som beskrevs av Charles Howard Curran 1927. Asarkina medjensis ingår i släktet Asarkina och familjen blomflugor.
Artens utbredningsområde är Kongo. Inga underarter finns listade i Catalogue of Life.